# Ляшковка (Луганская область)
Ляшковка (укр. Ляшківка) — село, относится к Белокуракинскому району Луганской области Украины.
Население по переписи 2001 года составляло 76 человек. Почтовый индекс — 92220. Телефонный код — 6462. Занимает площадь 0,469 км². Код КОАТУУ — 4420981003.

## Местный совет
92220, Луганська обл., Білокуракинський р-н, с. Олександропіль  (укр.)